# عناصر المجموعة السادسة
| المجموعة | 6      |
| الدورة   |        |
| 4        | 24 Cr  |
| 5        | 42 Mo  |
| 6        | 74 W   |
| 7        | 106 Sg |
|          |        |

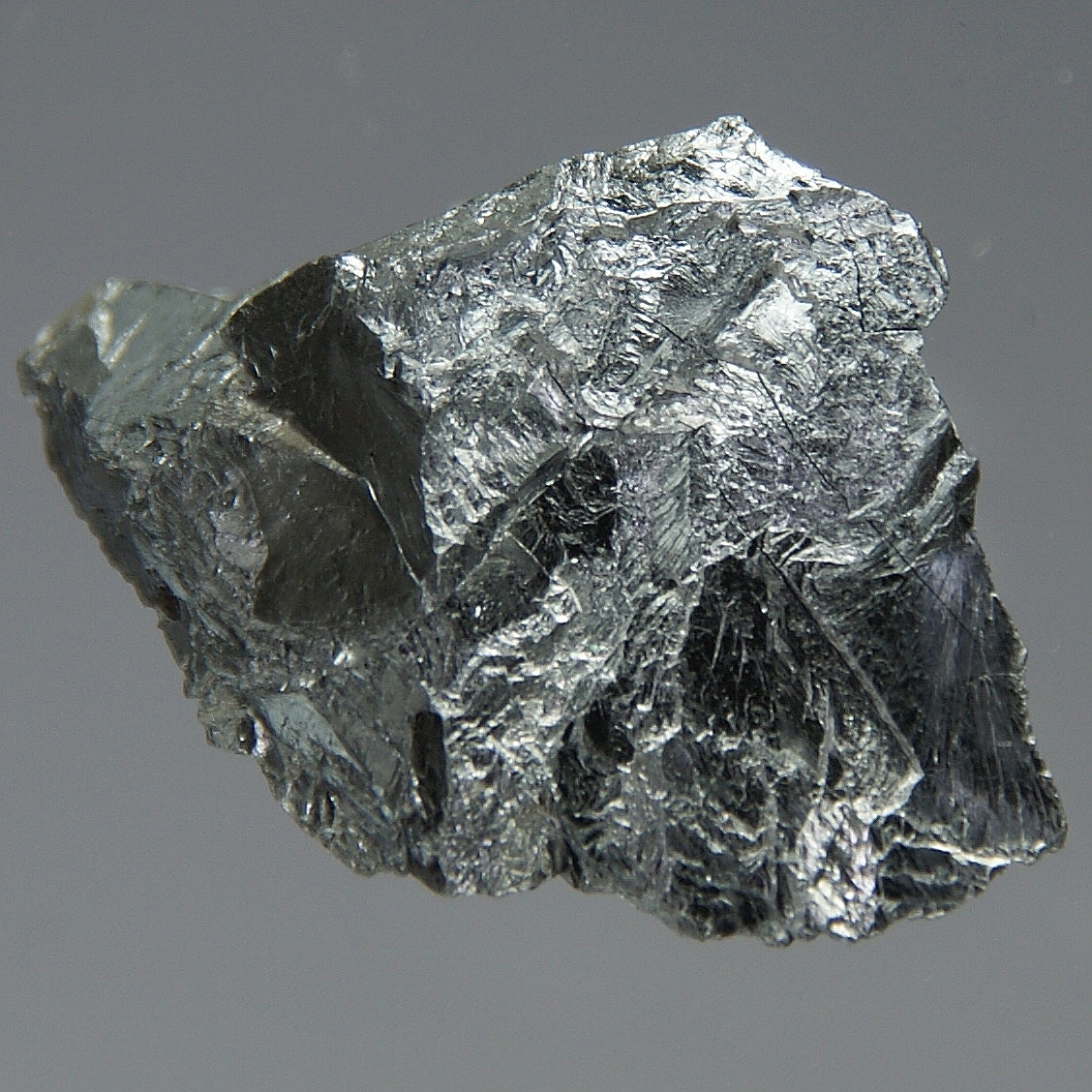

عناصر المجموعة السادسة هي العناصر الموجودة بالجدول الدوري للعناصر في المجموعة السادسة (طبقا لشكل الاتحاد الدولي للكيمياء البحتة والتطبيقية) وهي :
- كروم (24)
- موليبيدنيوم (42)
- تنجستين (74)
- سيبورجيوم (106)

" المجموعة السادسة " هي التسمية الجديدة من IUPAC لهذه المجموعة، فقد كانت التسمية القديمة لها " المجموعة (VIA) " في النظام الأوربى القديم أو " المجموعة (VIB) في النظام الأمريكي القديم.
ولا يجب الخلط بينها في التسمية القديمة للنظام الأوربي المجموعة VIA والنظام الأمريكي VIA، والذي في الواقع هو المجموعة السادسة عشر.
تفسير ألوان الرقم الذري: في درجة الحرارة العادية ; اللون الأحمر يوضح العناصر التي يتم تصنيعها ولا توجد في الطبيعة.